# LPT (pojazd)
LPT – lekki, polski pojazd wojskowy opracowany w 1978 roku w Wojskowym Instytucie Techniki Pancernej i Samochodowej w Sulejówku. Nazwa samochodu pochodzi od pierwszych liter jego charakterystyki: Lekki Pojazd Terenowy.

## Historia
W drugiej połowie lat siedemdziesiątych, bazując na doświadczeniach innych armii, postanowiono skonstruować lekki pojazd pomocniczy, który mógłby być wykorzystany na współczesnym polu walki. LPT miał służyć do ewakuacji rannych oraz do innych zadań transportowych (np. przewozu amunicji). Pojazd przeznaczony był do użycia przez wojska powietrznodesantowe, dlatego też duży nacisk podczas prac projektowych położono na ograniczenie masy konstrukcji.
Kierownikiem projektu był prof. Zbigniew Burdziński. Zespół konstrukcyjny stanowili pracownicy Wojskowego Instytutu Techniki Pancernej i Samochodowej w Sulejówku: Władysław Bohuszewicz, Henryk Kałwa, Stanisław Kukla, Leszek Orłowski i Ryszard Mościcki. Projekt powstał od podstaw – nie wzorowano się na innych pojazdach, nie kopiowano innych rozwiązań. Starano się natomiast w jak największym stopniu wykorzystać elementy i podzespoły Fiata 126p – co wpłynąć miało na redukcję kosztów projektu.
W 1978 roku wyprodukowano pierwsze pojazdy (ok. 10 sztuk) i przystąpiono do ich testowania. Próby wykazały, że pojazd nie w pełni spełnia oczekiwania wojska. Największą wadą było łatwe zakopywanie się w piaszczystym terenie. Przyczyną okazała się zbyt słaba moc zainstalowanego silnika (był to seryjny silnik z Fiata 126p). Ponieważ zastosowanie mocniejszego silnika wymagałoby gruntownych zmian w projekcie, wojsko zrezygnowało z kontynuowania prac projektowych i wycofało się z ich finansowania.

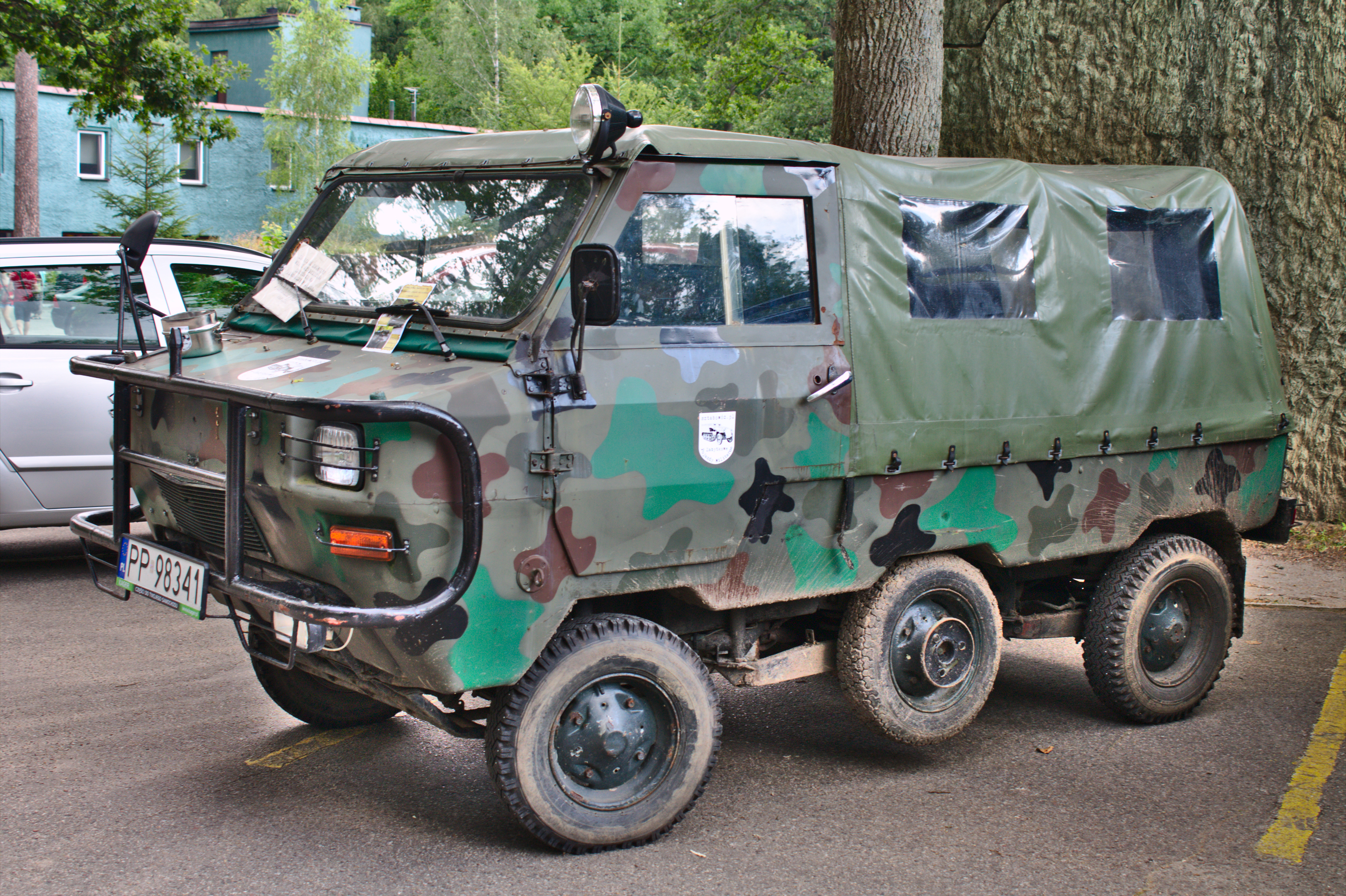
Drugi zachowany egzemplarz LPT

Z wyprodukowanych 10 egzemplarzy pojazdu do chwili obecnej zachowały się najprawdopodobniej tylko dwa. Jeden z nich eksponowany jest w Muzeum Techniki i Komunikacji w Szczecinie.
Egzemplarz ten wystąpił w dwóch filmach o Panu Samochodziku: Pan Samochodzik i niesamowity dwór (1987) oraz Latające machiny kontra Pan Samochodzik (1991).

## Charakterystyka techniczna
LPT to lekki, trójosiowy, sześciokołowy, nieopancerzony, wojskowy pojazd transportowy, z odkrytą kabiną i możliwością pływania. Nadwozie – szczelne, wykonane z tworzywa sztucznego. Pojazd nie posiada drzwi.
- Silnik: czterosuwowy, dwucylindrowy, benzynowy, chłodzony powietrzem, o pojemności skokowej 650 cm³ i mocy 24 KM, z Fiata 126p
- Układ kierowniczy: z Fiata 126p
- Układ napędowy: skrzynia czterobiegowa i skrzynia redukcyjna. Napęd przenoszony za pomocą łańcuchów na oś środkową i tylną
- Układ hamulcowy: hydrauliczny, dwuobwodowy, z Fiata 126p
- Masa: 850 kg
- Prędkość szosowa: ok. 70 km/h
- Prędkość pływania: ok. 6 km/h
- Wymiary: długość – 3,5 m; szerokość – 1,74 m; wysokość – 1,6 m

## Galeria

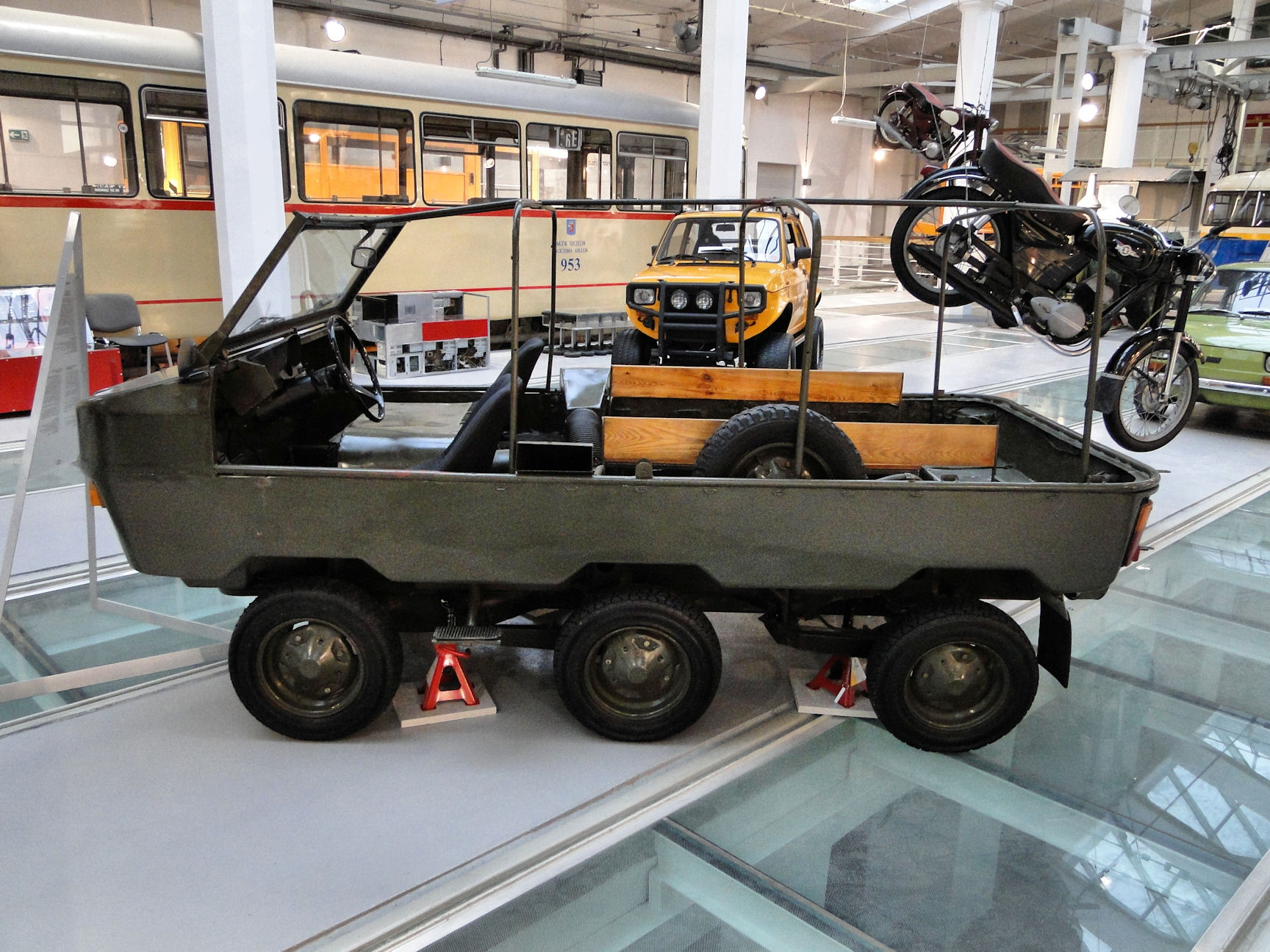
Widok z boku
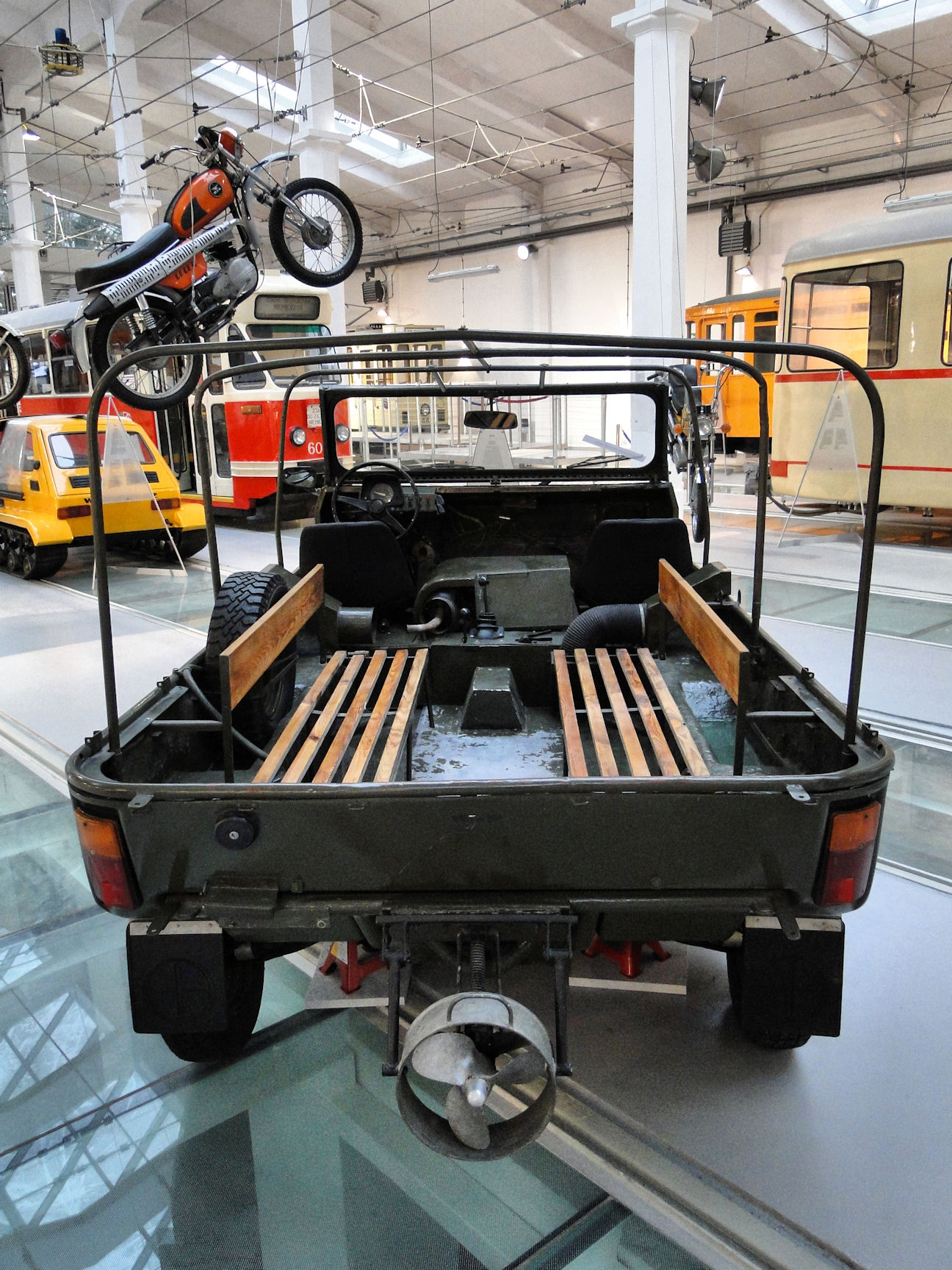
Widok z tyłu
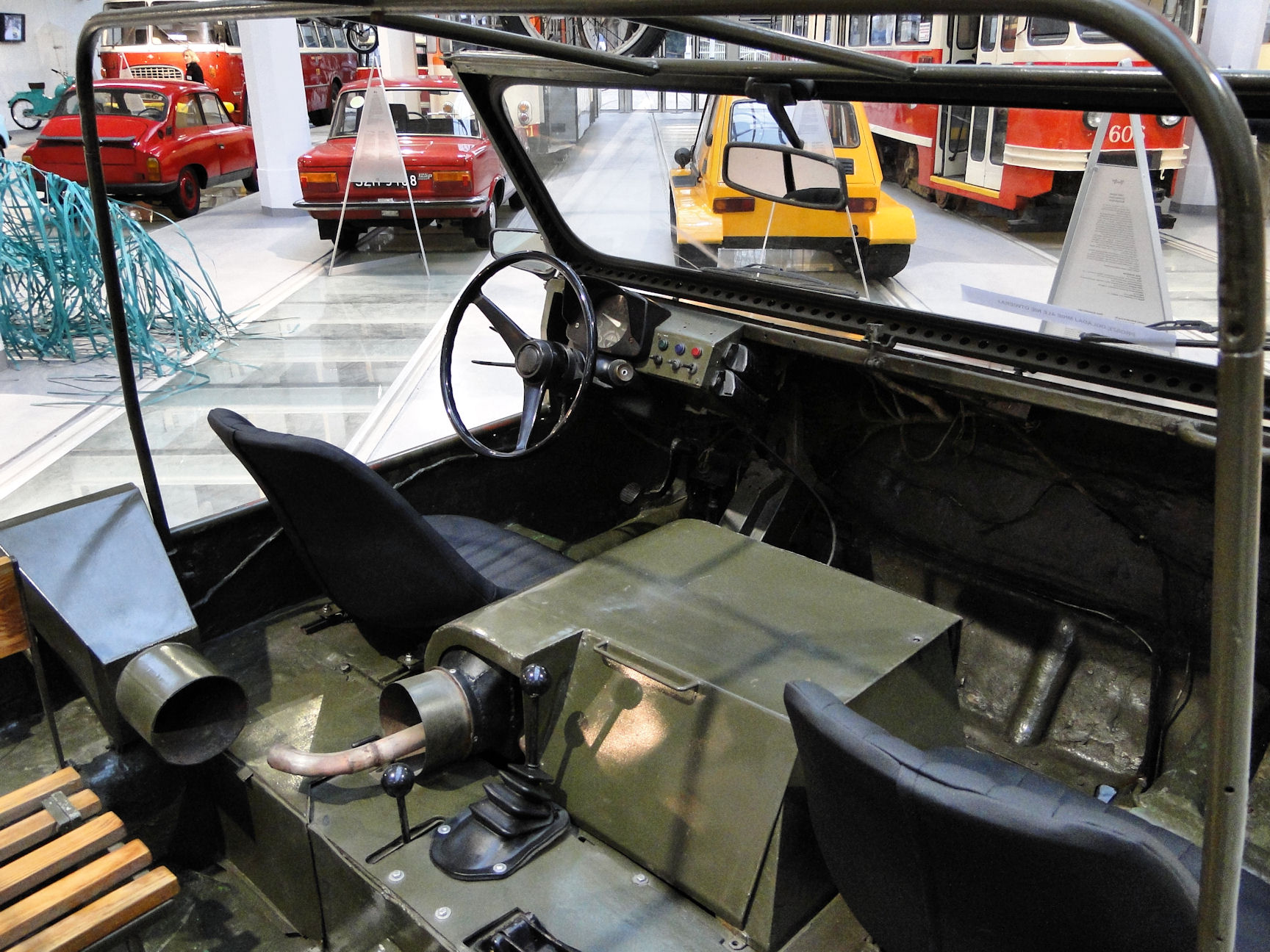
Stanowisko kierowcy
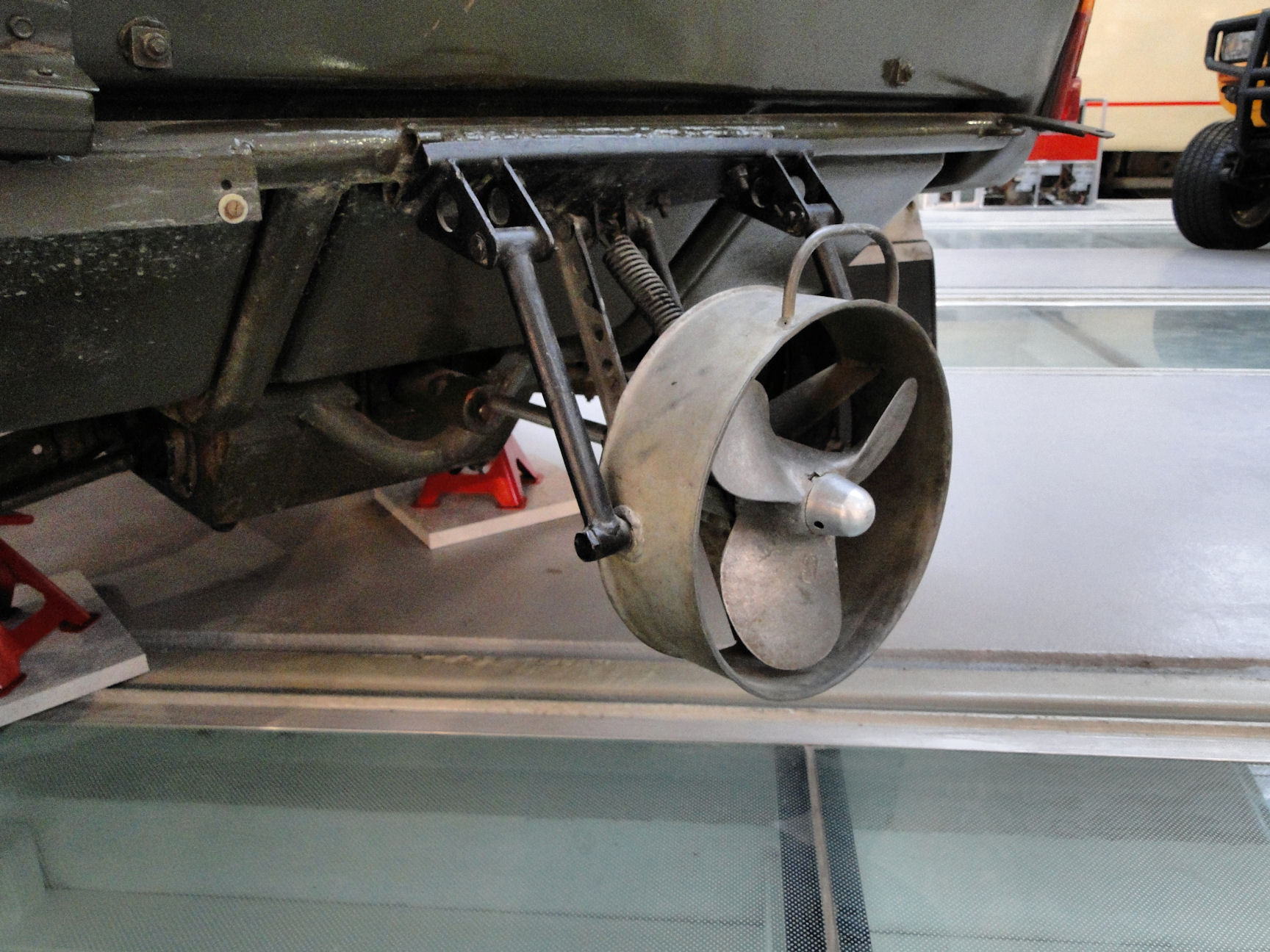
Śruba napędowa